# Turbo Pascal
Turbo Pascal är en variant av programspråket Pascal från Borland. Första versionen utkom 1983. 1984 också i svensk version från DATABITEN. Turbo Pascal skapades ursprungligen av Anders Hejlsberg i Danmark och såldes där under namnet "Compas Pascal" och senare "Poly Pascal". I Sverige fanns också specialversionen "Compis Pascal" till skoldatorn Compis. 
Turbo Pascal 3 kunde bara skapa COM-filer och de kunde bara bli 64 K byte stora, sedan fick man dela upp programmen iflera mindre delar.
Version 4 introducerade moduler, så kallade Units och den klarade också av att skapa EXE-filer så nu kunde man skriva större program.
På våren 1989, introducerade Borland Turbo Pascal 5.5, som var den första Turbo Pascal versionen som var objektorienterad. Anders Hejlsberg själv pratade på lanseringen av 5.5:an och förklarade hur man skulle använda objektorientering med hjälp av Turbo Pascal. Han höll det framförandet på engelska efter att ha frågat åhörarna om de hellre ville höra det på engelska och eller på danska, som är Anders Hejlsbergs modersmål.
I 6:an introducerades färgeditorn, som senare har blivit standard i de flesta utvecklingsmiljöer idag. 
Senaste versionerna av Turbo Pascal är Turbo Pascal 7.0 och Borland Pascal 7.0  för DOS från 1992, samt Turbo Pascal 1.5 for Windows från 1993. 
Programspråket Delphi, som Borland lanserade 1995, innehåller en vidareutveckling av Turbo Pascal. Anders Hejlsberg var även chefsarkitekten bakom Delphi. År 2006 släpps en variant av Delphi under namnet "Turbo Delphi" för att påminna om dess ursprung i "Turbo Pascal".   